# Pedrógão Grande (freguesia)
Pour la municipalité, voir Pedrógão Grande.
Pedrógão Grande est une freguesia portugaise se trouvant dans le District de Leiria avec 80,07 km2 d'aire et avec 2 788 habitants (2001).Densité: 34,8 hab/km2.